# Elezioni comunali a Madrid del 2015
Le elezioni comunali a Madrid del 2015 si sono tenute il 24 maggio.
Sebbene il Partito Popolare avesse ottenuto la maggioranza relativa dei voti, è stata eletta sindaco Manuela Carmena, esponente di Ahora Madrid, in seguito  all'appoggio ricevuto dal Partito Socialista Operaio Spagnolo: Carmena ha infatti ottenuto la maggioranza assoluta dei voti assembleari (29/57).
I 57 seggi sono stati ripartiti mediante sistema proporzionale (metodo d'Hont), con soglia di sbarramento al 5%.

## Risultati
| Aventi diritto | 2386120          |
| Votanti        | 1644093 (68,90%) |
| Voti validi    | 1632042          |

| Partito      | Voti (%)       | Seggi conquistati |
| ------------ | -------------- | ----------------- |
| PP           | 564154 (34,57) | 21                |
| AHORA MADRID | 519721 (31,84) | 20                |
| PSOE         | 249286 (15,27) | 9                 |
| C's          | 186487 (11,43) | 7                 |
| Altri        | 96569 (5,91)   | 0                 |
| Bianche      | 15825 (0,97)   | 0                 |